# 豊田市立九久平小学校
豊田市立九久平小学校（とよたしりつ くぎゅうだいらしょうがっこう）は、愛知県豊田市九久平町にある公立小学校。

## 概要
- 旧・東加茂郡松平町の小学校であり、校区は鵜ケ瀬町、王滝町、大内町、桂野町、加茂川町、九久平町、中垣内町、鍋田町である。公立中学校に進学する場合は豊田市立松平中学校へ進学する[1]。

## 沿革

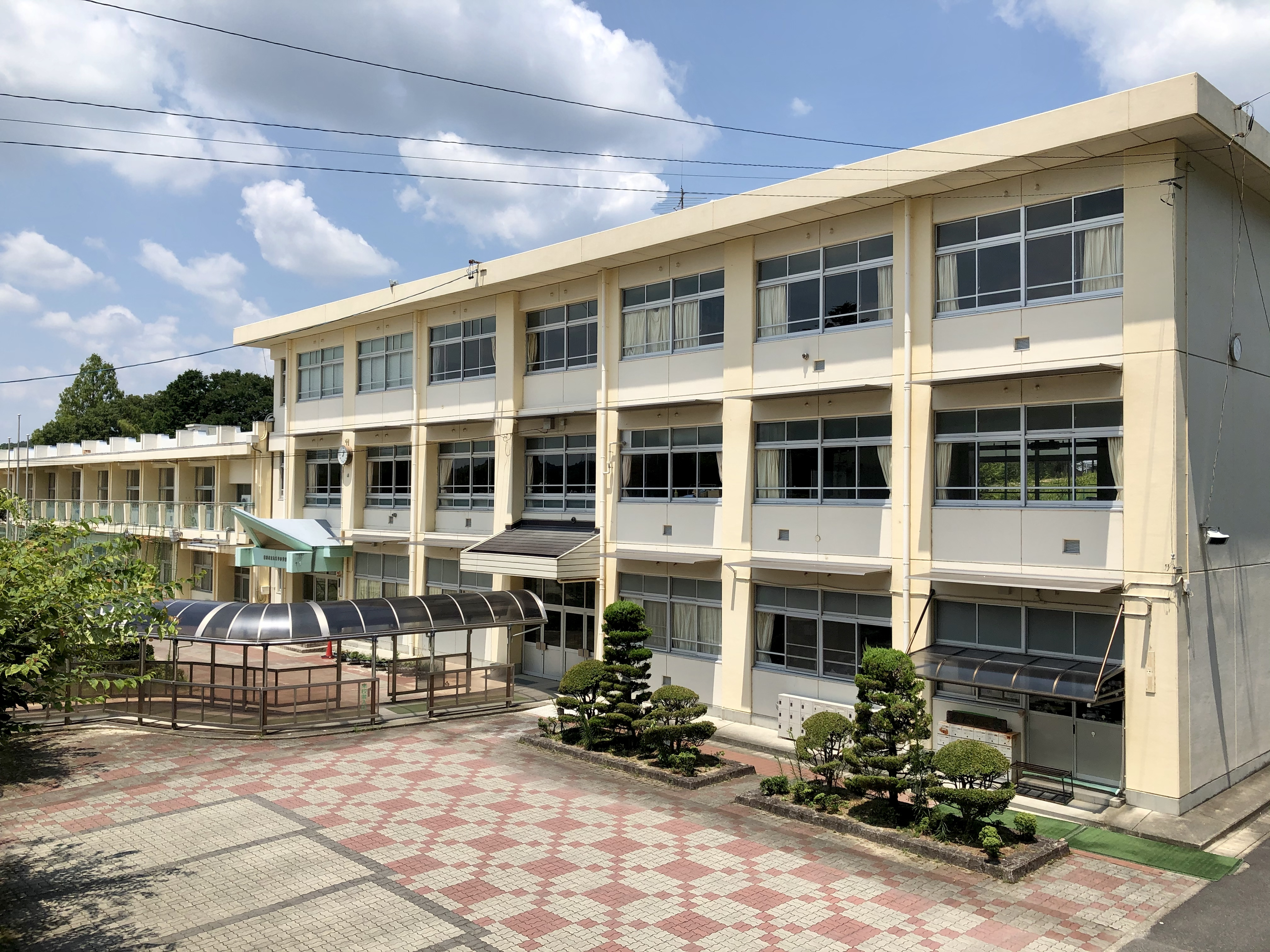
校舎

- 1873年（明治6年）12月15日 - 第9番中学区内第55番小学九久平学校が開校する。九久平村の吉祥院[注釈 1]を仮校舎とする。九久平村、中垣内村、中村、川向村、桂野村、大給村、鍋田村、曲リ村、簗山村の児童が通学する。
- 1874年（明治7年） - 第9番中学区内第52番小学九久平学校に改称する。
- 1875年（明治8年）10月 - 第9番中学区内第120番小学九久平学校に改称する。
- 1881年（明治14年） - 東加茂郡第17番小学九久平学校に改称する。
- 1883年（明治16年） - 東加茂郡第16学区公立小学九久平学校に改称する。
- 1889年（明治22年）10月1日 - 下河内村、林添村、長沢村、滝脇村、七売村、川向村、桂野村、中垣内村、中村、九久平村、曲リ村、鍋田村、大給村が合併し、小川村が発足。
- 1892年（明治25年） - 小川村松平村豊栄村組合立九久平尋常小学校に改称する。
- 1901年（明治34年） - 校区が小川村全域となる。高等科を設置し、小川村立九久平尋常高等小学校に改称する。
- 1906年（明治39年）5月1日 - 松平村、志賀村、豊栄村の大部分（所石・簗山・提立・椿木・歌石・大田・茅原・羽明・大津・大楠・下屋敷・杉ノ木・仁王・正作・東宮口・真垣内・南篠平・日明・二口）、穂積村の一部（二本・西野・重田和・白瀬・酒呑）、小川村が合併し、松平村が発足。
- 1907年（明治40年）1月1日 - 東加茂郡松平村九久平尋常小学校に改称する。
- 1909年（明治42年） - 教室不足のため、九久平庚申堂を仮教場にあてる。
- 1913年（大正2年）2月12日 - 火災により校舎を全焼する。
- 1915年（大正4年）12月16日 - 現在地に校舎を新築し、移転する。
- 1919年（大正8年）4月 - 高等科を設置し、東加茂郡松平村九久平尋常高等小学校に改称する。
- 1931年（昭和6年）3月 -  高等科を廃止し、東加茂郡松平村九久平尋常小学校に改称する。
- 1941年（昭和16年）4月1日 - 東加茂郡松平村立九久平国民学校に改称する。
- 1947年（昭和22年）4月1日 - 松平村立九久平小学校に改称する。
- 1959年（昭和34年）4月 - 校舎を新築する。
- 1961年（昭和36年）11月1日 - 松平村が町制施行して松平町が発足。同時に松平町立九久平小学校に改称する。
- 1970年（昭和45年）4月1日 - 松平町が豊田市に編入合併される。同時に豊田市立九久平小学校に改称する。

## 交通アクセス
- 名鉄バス岡崎・足助線「松平支所前」バス停より徒歩約5分。
- とよたおいでんバス【10系統　下山・豊田線】「松平支所前」バス停より徒歩約5分。

## 周辺施設
- 愛知県立松平高等学校
- 豊田市立松平中学校
- 豊田市立岩倉小学校
- 豊田市松平支所
- 松平こども園